# Unknown (film)
Unknown är en amerikansk-brittisk-kanadensisk-fransk-japansk-tysk action-thriller från 2011 i regi av Jaume Collet-Serra med Liam Neeson i huvudrollen.

## Handling
Dr. Martin Harris (Liam Neeson) och hans fru Elizabeth (January Jones) har precis anlänt till Berlin för en viktig presentation som kommer att revolutionera världen. När de kommer fram till hotellet i sin taxi märker Martin att hans portfölj är borta och han misstänker att den kanske blev kvarglömd på flygplatsen och tar en annan taxi för att åka tillbaka igen. Men en bil framför dem tappar ett stort skåp och taxiföraren måste väja undan för att inte köra på det, och kör istället ner i floden Spree och Martin hamnar i koma och körs till ett sjukhus där han fyra dagar senare vaknar upp och har svårt att minnas vissa saker. Han vet i alla fall att han har en fru som han lämnade på hotellet och undrar om hon har hört av sig. När läkaren berättar att hon inte gjort det övertygar Martin läkaren att skriva ut honom så han kan söka upp sin fru igen. Väl på hotellet får han dock problem då det redan finns en Dr. Martin Harris där och när hans fru inte känner igen honom börjar han misstänka att någon har stulit hans identitet och hotar hans fru till tystnad. Nu måste Martin skaffa fram bevis som visar att han är den riktiga Dr. Martin Harris samtidigt som bedragarna hela tiden är honom tätt i hälarna för att röja undan honom.

## Om filmen
- Unknown hade världspremiär i Westwood, Kalifornien den 16 februari 2011. Den hade svensk biopremiär den 17 juni 2011 och släpptes på DVD den 19 oktober 2011.
- Filmen är inspelad i Berlin, Leipzig/Halles flygplats och i Studio Babelsberg i Potsdam, Tyskland.
- Filmen bygger på den franska författaren Didier Van Cauwelaerts novell Hors de moi (engelska Out of my head) från 2003.
- Bron som de kör ner i floden Spree från är Oberbaumbrücke.
- Hotellet är Hotel Adlon i Berlin.

## Tagline
- Ernst Jürgen: "In the Stasi, we had a basic principle: ask enough questions and a man who is lying will eventually change his story. But the man who tells the truth cannot change his, however unlikely his story sounds."
- Rodney Cole: "There is no Martin Harris. He doesn't exist."

## Rollista (i urval)
- Liam Neeson - Dr. Martin Harris
- Diane Kruger - Gina
- January Jones - Elizabeth "Liz" Harris
- Aidan Quinn - Martin B
- Bruno Ganz - Ernst Jürgen
- Frank Langella - Rodney Cole
- Sebastian Koch - Professor Leo Bressler
- Olivier Schneider - Smith
- Stipe Erceg - Jones
- Rainer Bock - Herr Strauss
- Mido Hamada - Prins Shada
- Karl Markovics - Dr. Farge
- Eva Löbau - Syster Gretchen Herfort
- Clint Dyer - Biko